# Bouledogue américain
Le bouledogue américain est un chien originaire du Sud-Est des États-Unis, principalement de Floride, de Géorgie et d'Alabama. Il n'est pas officiellement reconnu par la Fédération cynologique internationale, mais il existe des registres comme l'ABRA ou le NKC qui émettent des pedigrees pour cette race. Plus récemment, en 2019, cette race de chien a été inscrite comme candidate au programme FSS de l'American Kennel Club, la première étape vers la pleine reconnaissance par cette organisation en tant que nouvelle race.

## Origine et histoire
À l'origine, le bouledogue célèbre d'Angleterre était beaucoup plus grand qu'aujourd'hui, avec une histoire enregistrée notable depuis l'âge de Shakespeare: le mot "bulldog" apparaît dans sa pièce A Midsummer Night's Dream dans Acte IV, Scène I. Ce type de chien, le Old English Bulldog, était utilisé pour les combats de taureaux, pour le transport du bétail et comme un chien de boucher. Naturellement, les colons anglais du Nouveau Monde, en particulier ceux qui sont allés vivre dans le Sud, ont apporté une version de ce chien avec eux. Tous les Bouledogues Américains modernes sont les descendants directs du Old English Bulldogs des XVIIe et XVIIIe siècles et sont donc l'un des plus anciens chiens de ferme connus de la nation.
Traditionnellement, ils ont été élevés pour garder la ferme ou la plantation, pour protéger leurs familles (en particulier les enfants) des intrus, pour être des bouviers et pour chasser les cochons sauvages. Les ancêtres du bouledogue américain sont antérieurs à la pratique de l'élevage formel pour le type et la plupart des clubs de chenil, et dans l'ensemble ont été élevés pour la performance. Cela a donc continué au moins jusqu'à la Guerre de Sécession. Malheureusement, le nombre de chiens de cette race a commencé à diminuer après la guerre de sécession au point que dans les années 1940, ils étaient presque éteints.
Les premiers éleveurs à enregistrer des bulldogs américains et à entreprendre un travail de sélection sont John D. Johnson et Alan Scott après la Seconde Guerre mondiale. Ces deux hommes se sont rendus dans les parties les plus éloignées du Vieux Sud pour tenter de sauver la race, et au fil du temps, ils ont très bien réussi. La race a été relancée en tant que membre de la famille dans son pays natal et sa popularité n'a cessé d'augmenter depuis les années 1990.
Le premier s'orientera vers des chiens plus lourds et massifs dits "Bully" ou "Scott", le second préférera les types athlétiques appelés "Standard",.

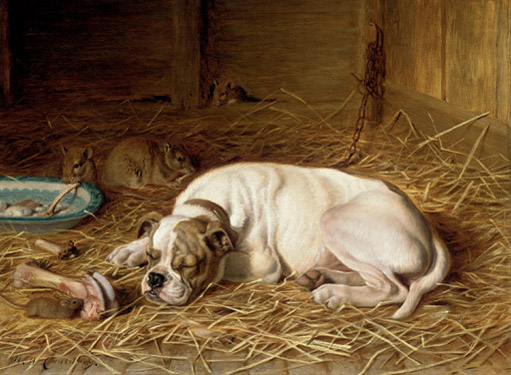
Bouledogue américain qui dort à la ferme, 1893.

## Description
Il s'agit généralement d'un chien qui peut devenir assez gros, avec des spécimens plus gros atteignant le poids d'un petit humain adulte ; les mâles les plus lourds peuvent peser jusqu'à 56 kg. Au garrot, le Bouledogue américain doit avoir une hauteur maximale de 52-70 cm. Les femelles pèsent généralement de 7 kg à 15 kg de moins qu'un mâle. La force moyenne de la morsure de ce chien est de 305psi=21.445kg/cm2.
Leurs robes sont de toutes les couleurs sauf tricolore, noir total ou merle, et elles peuvent être unies ou tachetées ; un pelage blanc pur ou bringé est également possible. Les oreilles sont en rose et la tête est grande, brachycéphale, mais pas aussi exagérée que certains dogues. Leurs robes sont courtes et brillantes.
Les yeux sont généralement bruns, mais il n'est  pas rare que le bouledogue américain souffre d'hétérochromie, une condition dans laquelle chaque œil est d'une couleur différente. Certaines organisations considèrent cela comme un défaut, cependant, cela se produit naturellement dans la population générale de ces chiens.

### Le Bully
Le Bully est un chien trapu, avec le museau court, un stop fortement marqué et une denture prognathe. Le corps a une allure puissante et lourde mais ne doit toutefois pas tomber dans l'extrême et rester harmonieux.

### Le Standard
Avec un physique plus fin et élancé, le Standard doit cependant garder une allure massive. Le museau est plus allongé, la dentition est prognathe ou en ciseau inversé. Les Standards sont généralement plus athlétiques que les Bullys.

### Les hybrides
Issus de croisements de Bullys et de Standards, les hybrides présentent un mélange de caractéristiques des deux types principaux. Actuellement, la majorité des bulldogs américains sont des hybrides.

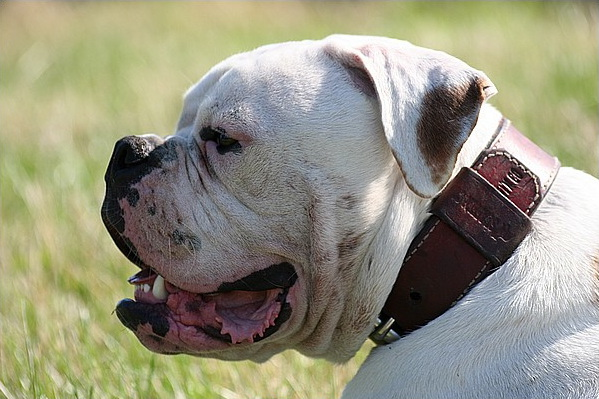
Bully.
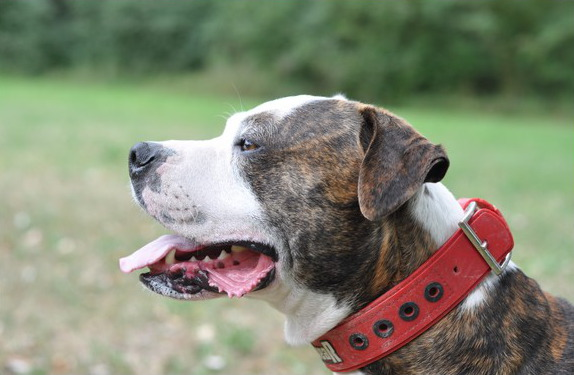
Standard.
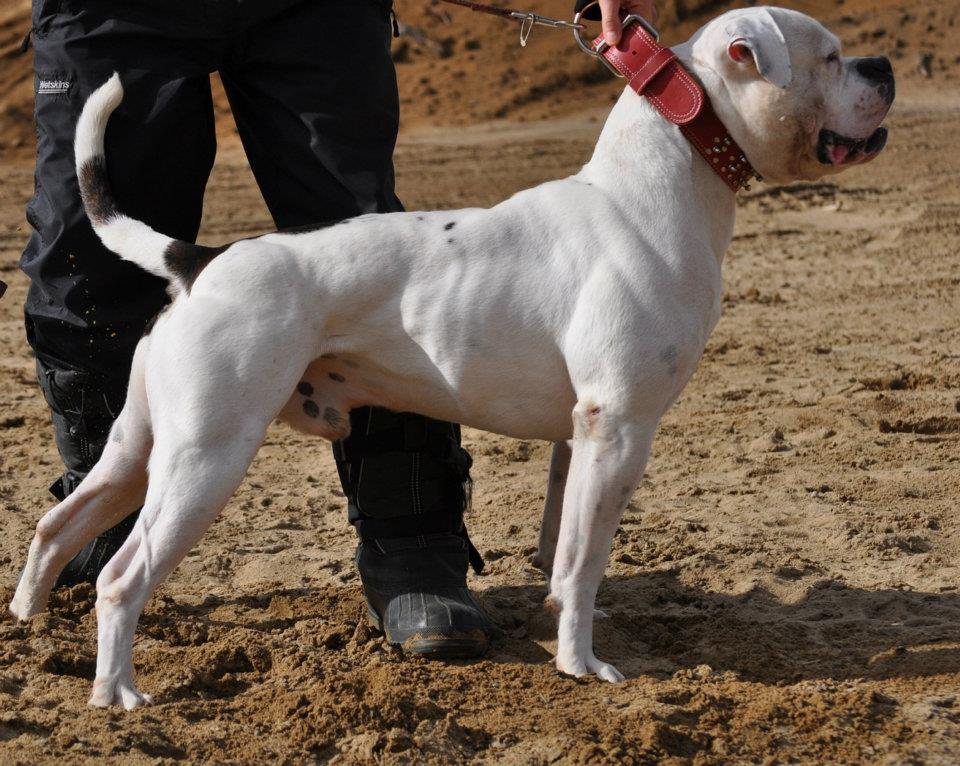
Hybride.

## Caractère
C'est un chien sportif et puissant qui a besoin d'un maître qui s'implique dans son éducation. Il est calme à l’intérieur, bon gardien et très polyvalent.
La race a été créée à l'origine pour le travail. Un bouledogue américain a donc besoin d'exercice et de sorties. 